# Каледина, Нина Олеговна
Нина Олеговна Каледина (род. 1952) — специалист в области газодинамики, лауреат премии имени Н. В. Мельникова (1998).

## Биография
Родилась 1 февраля 1952 года в Караганде.
В 1974 году с отличием окончила Московский горный институт (сегодня — Горный институт НИТУ «МИСиС») по специальности разработка пластовых месторождений подземным способом.
В 1977 году защитила кандидатскую диссертацию по специальности «Охрана труда, техника безопасности и противопожарная техника».
В 1995 году защитила докторскую диссертацию по специальности «Охрана труда».
В 1997 году присвоено учёное звание профессора.
С 1983 по 1992 годы работала в Сибирском металлургическом институте имени С. Орджоникидзе (сейчас это — Сибирский государственный индустриальный университет, Новокузнецк).
С 1992 по 2014 годы — работает в Московском государственном горном университете (МГГУ), с 1997 года — в должности заведующей кафедрой «Аэрология и охрана труда», в настоящее время — профессор кафедры «Безопасность и экология горного производства», Горный институт в составе Национального исследовательского технологического университета (НИТУ МИСиС).

## Научная деятельность
Научные интересы: рудничная аэрология, аэрогазодинамика выработанных пространств, вентиляция и дегазация шахт, метанобезопасность угольных шахт, управление охраной труда и промышленной безопасностью в горной промышленности
Автор более 120 опубликованных работ, имеется 2 патента.
Под её руководством защищены 1 докторская и 6 кандидатских диссертации в области безопасности горного производства.
Участвовала в разработке новых Федеральных образовательных стандартов по горному образованию.
Участвовала в разработке отраслевых нормативных документов по безопасности ведения горных работ.
Участвовала в расследовании аварий на шахтах (в том числе по шахте «Распадская»), экспертизе нормативных документов и проектов строительства и реконструкции горных предприятий по промышленной безопасности (рудник «Красная шапочка», рудник «Интернациональный» и др.); является членом отраслевой комиссии по аттестации газо- и горноспасателей Минпромторга РФ.
Участвовала в разработке технического проекта подземной разработки алмазной трубки «Мир» — система вентиляции и противоаварийной защиты.

### Членство в научных организациях
- Действительный член Академии горных наук (2009);
- Действительный член Международной академии наук в области экологии и безопасности человека (МАНЭБ) (1996);
- Член редколлегии журналов «Горный журнал» и «Безопасность жизнедеятельности»;
- Член Учебного и Учебно-методического советов МГГУ;
- Член Совета Учебно-методического объединения вузов (УМО) по образованию в области горного дела;
- участник Международного союза научных и инженерных обществ;
- эксперт Рособрнадзора по содержанию и качеству образования.

## Публикации
Всего опубликовано более 180 трудов, в том числе 9 учебников и учебных пособий с грифом Минобразования РФ и Учебно-методического объединения вузов в области горного образования, 2 монографии, 3 патента; основные из них:
- Пучков Л. А., Каледина Н. О. Динамика метана в выработанных пространствах шахт (Монография). М., МГГУ, 1995—313 с.
- Каледина Н. О. Роль профессиональных компетенций обеспечения безопасности горных производств в системе подготовки горных инженеров. Безопасность горного производства в республике Саха (Якутия)/ Материалы Всероссийской научно-практической конференции, посвященной 70-летию д.т. н., проф., действительного члена АГН РФ Е. Н. Чемезова. — Якутск: Изд-во ЯГУ, 2008. — С. 26—38.
- Каледина Н. О. Обоснование параметров систем вентиляции высокопроизводительных угольных шахт. Горный информационно-аналитический бюллетень (ГИАБ), отд. вып. № 7 Аэрология, метан, безопасность. М.: Изд-во «Горная книга», 2011. С. 261—271.
- Пучков Л. А., Каледина Н. О., Кобылкин С. С. Системные решения обеспечения метанобезопасности угольных шахт. Горный журнал. М.: — № 5, 2014. — С. 12—16.
- Пучков Л. А., Каледина Н. О., Кобылкин С. С. Методология системного проектирования вентиляции шахт. Горный информационно-аналитический бюллетень (ГИАБ), Москва, изд-во «Горная книга». ОВ№ 1, 2014. — С.128—136.
- Каледина Н. О., Кобылкин С. С. Объемное моделирование как метод исследования и управления термо- и аэрогазодинамическими процессами на горных предприятиях. ГИАБ, отд. вып. № 1, 2013. Труды научного симпозиума «Неделя горняка-2013». М.: Изд-во «Горная книга», 2013. С. 149—156.
- Каледина Н. О., Воробьева О. В. Производственный контроль на угледобывающем предприятии: роль человеческого фактора. Горный информационно-аналитический бюллетень ГИАБ № 12. Отдельные статьи, Спец. выпуск. 2014. — С. 28—36.

Учебники с грифом Минобразования
- Ушаков К. З., Кирин Б. Ф., Каледина Н. О. и др. (всего 7 чел.) Безопасность жизнедеятельности. М.: Изд-во МГГУ, 2000. 503 с.
- Ушаков К. З., Кирин Б. Ф., Каледина Н. О. и др. (всего 5 чел.) Безопасность ведения горных работ и горноспасательное дело М.: изд. АГН, 1999. — 486 с. (переиздано изд. «Горная книга» в 2006, 2008, 2011 гг.)

## Награды
- Премия имени Н. В. Мельникова (совместно с Л. А. Пучковым, Н. Н. Красюком, за 1998 год) — за серию работ «Комплексное освоение газоносных угольных месторождений»;
- Почётный работник высшего профессионального образования Российской Федерации;
- Медаль «В память 850-летия Москвы»;
- Знак «Шахтёрская слава» I, II, III степени;
- Медаль «60 лет Дню шахтера».